# Erlana Larkins
Erlana La'Nay Larkins (West Palm Beach, 2 aprile 1986) è un'ex cestista e allenatrice di pallacanestro statunitense, professionista nella WNBA.

## Carriera
È stata selezionata dalle New York Liberty al primo giro del Draft WNBA 2008 (14ª scelta assoluta).
Dopo il successo in Coppa con la Famila Schio, si è laureata campionessa d'Italia per la prima volta il 4 maggio 2014.
Nel 2017 torna in Italia ingaggiata dalla Passalacqua Ragusa.
Con gli Stati Uniti ha disputato i Giochi panamericani di Rio de Janeiro 2007.

## Palmarès

### Squadra
- Campionato WNBA: 1
Indiana Fever: 2012
- Campionato italiano: 1
Pall. F. Schio: 2013-14
- Coppa Italia: 1
Pall. F. Schio: 2014

### Individuale
- Migliore nella percentuale di tiro WNBA (2014)